# NGC 5992
NGC 5992 (другие обозначения — UGC 10003, IRAS15425+4114, MCG 7-32-49, ZWG 222.47, MK 489, KCPG 471A, PGC 55913) — галактика в созвездии Волопас.
Этот объект входит в число перечисленных в оригинальной редакции «Нового общего каталога».